# Nagy sonkakagyló
A nagy sonkakagyló (Pinna nobilis) a kagylók (Bivalvia) osztályának Pterioida rendjébe, ezen belül a Pinnidae családjába tartozó faj.

## Előfordulása

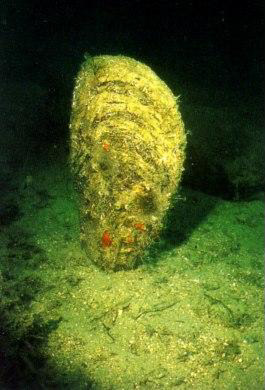
Nagy sonkakagyló Szicília partjainál

A nagy sonkakagyló a Földközi-tengerben található meg, ahol nyugalmas öblök homokpadjain él, a sekély víztől egészen 50 méter mélységig. A régebben gyakori kagyló állománya a túlzott gyűjtőtevékenység vagy az erős vízszennyeződés következtében annyira lecsökkent, hogy ma már ritkaságnak számít.

## Megjelenése
A nagy sonkakagyló vörösesbarna, csúcsán fehér, 40-80 centiméter hosszú teknő alakja félig szétnyitott legyezőre emlékeztet, felül lekerekített, lefelé hegybe keskenyedik. Nagy méreteihez képest aránylag vékony héjú. Felületét sűrűn álló, üreges belsejű tüskék vagy pikkelyek borítják, amelyek azonban az idős, nagy méretű kagylókon hiányozhatnak. Belső oldala vöröses fényű.

## Életmódja és szaporodása

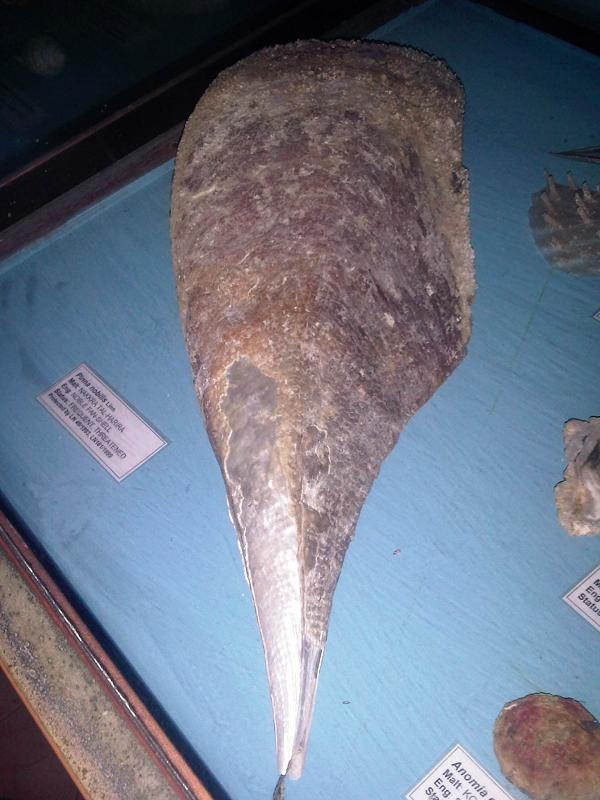
Nagy sonkakagyló a máltai Vilhena Palace-hoz tartozó National Museum of Natural History-ban

A nagy sonkakagyló hegyes végével félig a homokba fúródva él, számos bisszuszfonallal rögzítve magát, és táplálékát a vízből szűri ki. Szaporodásmódja más tengeri kagylóéval megegyezik. Olykor a sonkakagylóban is képződik gyöngy. Ez sötét színű, de ritkán tűzpiros is akad közöttük.

## Kapcsolódó szócikk
- Kagylóselyem